# Quincy (Washington)
Quincy ist eine City im Grant County im Bundesstaat Washington der Vereinigten Staaten. Zum United States Census 2020 hatte Quincy 7543 Einwohner. Das Motto der Stadt ist „Where Agriculture Meets Technology — Opportunities Unlimited“ (dt. etwa „Wo Landwirtschaft auf Technologie trifft — Unbegrenzte Möglichkeiten“).

## Geschichte

### Geologische Geschichte
Ein Ablauf der Missoula-Fluten lag bei Trinidad, nahe bei Quincy. Selbst aus Montana stammende Findlinge können in der Nähe gefunden werden. Im gesamten Gebiet kommen zahlreiche tafelbergartige Klippen (engl. „rimrocks“) vor.

### Great Northern Railway
Quincy wurde 1892 beim Bau der Great Northern Railway als Camp für die Eisenbahnbauer gegründet; die offizielle Anerkennung als Stadt erfolgte am 27. März 1907. Sie ist nach Quincy (Illinois) benannt.

### Grand Coulee Dam
Als 1952 das vom Grand Coulee Dam angestaute Wasser die Stadt erreichte, wurde diese dadurch verändert.

## Geographie
Nach dem United States Census Bureau nimmt die Stadt eine Gesamtfläche von 13,05 Quadratkilometern ein, worunter 12,85 km² Land- und der Rest Wasserflächen sind.

### Klima
Quincy hat nach der Klimaklassifikation nach Köppen und Geiger ein kaltes Wüstenklima (abgekürzt „BSk“).
|                        | Jan   | Feb   | Mär   | Apr   | Mai   | Jun   | Jul   | Aug   | Sep   | Okt   | Nov   | Dez   |   |        |
| Mittl. Temperatur (°C) | −2,97 | 1,22  | 5,81  | 10,28 | 15,00 | 18,69 | 22,42 | 21,67 | 17,19 | 10,14 | 2,83  | −1,86 | ⌀ | 10,1   |
| Rekordmaximum (°C)     | 17,2  | 22,7  | 25,5  | 33,3  | 37,2  | 41,1  | 42,7  | 41,6  | 37,7  | 31,6  | 23,8  | 17,7  | ᐃ | 0      |
| Rekordminimum (°C)     | −33,8 | −31,6 | −17,7 | −10,0 | −5,0  | 0,5   | 2,2   | 2,7   | −3,3  | −12,7 | −26,1 | −28,3 | ᐁ | 0      |
|                        |       |       |       |       |       |       |       |       |       |       |       |       |   |        |
| Niederschlag (mm)      | 22,86 | 18,54 | 15,49 | 14,22 | 17,02 | 14,99 | 6,10  | 6,86  | 9,40  | 14,73 | 27,94 | 29,72 | Σ | 197,87 |
|                        |       |       |       |       |       |       |       |       |       |       |       |       |   |        |
| Regentage (d)          | 7     | 5     | 5     | 4     | 4     | 4     | 2     | 2     | 3     | 4     | 7     | 8     | Σ | 55     |

|  |

|  |

|  |

|  |

|  |

|  |

|  |

|  |

|  |

|  |

|  |

|  |

|  |

|  |

|  |

|  |

|  |

|  |

|  |

|  |

|  |

|  |

|  |

|  |

## Demographie

### Census 2000
Nach der Volkszählung von 2000 gab es in Quincy 5.044 Einwohner, 1.470 Haushalte und 1.176 Familien. Die Bevölkerungsdichte betrug 869,4 pro km². Es gab 1.552 Wohneinheiten bei einer mittleren Dichte von 267,5 pro km².
Die Bevölkerung bestand zu 75,1 % aus Weißen, zu 12,3 % aus Afroamerikanern, zu 0,9 % aus Indianern, zu 3,6 % aus Asiaten, zu 0,1 % aus Pazifik-Insulanern, zu 5,5 % aus anderen „Rassen“ und zu 2,4 % aus zwei oder mehr „Rassen“. Hispanics oder Latinos „jeglicher Rasse“ bildeten 12,5 % der Bevölkerung.
Von den 1470 Haushalten beherbergten 50,1 % Kinder unter 18 Jahren, 62 % wurden von zusammen lebenden verheirateten Paaren, 11,8 % von alleinerziehenden Müttern geführt; 20 % waren Nicht-Familien. 17,9 % der Haushalte waren Singles und 8,5 % waren alleinstehende über 65-jährige Personen. Die durchschnittliche Haushaltsgröße betrug 3,38 und die durchschnittliche Familiengröße 3,79 Personen.
Der Median des Alters in der Stadt betrug 27 Jahre. 36 % der Einwohner waren unter 18, 10,6 % zwischen 18 und 24, 28,3 % zwischen 25 und 44, 16,1 % zwischen 45 und 64 und 9 65 Jahre oder älter. Auf 100 Frauen kamen 106,3 Männer, bei den über 18-Jährigen waren es 104,7 Männer auf 100 Frauen.
Alle Angaben zum mittleren Einkommen beziehen sich auf den Median. Das mittlere Haushaltseinkommen betrug 32.181 US$, in den Familien waren es 31.847 US$. Männer hatten ein mittleres Einkommen von 27.813 US$ gegenüber 18.750 US$ bei Frauen. Das Pro-Kopf-Einkommen betrug 12.649 US$. Etwa 18,4 % der Familien und 20,9 % der Gesamtbevölkerung lebte unterhalb der Armutsgrenze; das betraf 24,5 % der unter 18-Jährigen und 6,3 % der über 65-Jährigen.

### Census 2010
Nach der Volkszählung von 2010 gab es in Quincy 6.750 Einwohner, 1.915 Haushalte und 1.541 Familien. Die Bevölkerungsdichte betrug 525,4 pro km². Es gab 2.020 Wohneinheiten bei einer mittleren Dichte von 157,3 pro km².
Die Bevölkerung bestand zu 54,9 % aus Weißen, zu 0,4 % aus Afroamerikanern, zu 0,9 % aus Indianern, zu 0,7 % aus Asiaten, zu 0,2 % aus Pazifik-Insulanern, zu 40,6 % aus anderen „Rassen“ und zu 2,4 % aus zwei oder mehr „Rassen“. Hispanics oder Latinos „jeglicher Rasse“ bildeten 74,3 % der Bevölkerung.
Von den 1915 Haushalten beherbergten 55,2 % Kinder unter 18 Jahren, 55,2 % wurden von zusammen lebenden verheirateten Paaren, 16,2 % von alleinerziehenden Müttern und 9 % von alleinstehenden Vätern geführt; 19,5 % waren Nicht-Familien. 15,1 % der Haushalte waren Singles und 6,7 % waren alleinstehende über 65-jährige Personen. Die durchschnittliche Haushaltsgröße betrug 3,51 und die durchschnittliche Familiengröße 3,87 Personen.
Der Median des Alters in der Stadt betrug 26,2 Jahre. 36,6 % der Einwohner waren unter 18, 11,5 % zwischen 18 und 24, 26,9 % zwischen 25 und 44, 16,6 % zwischen 45 und 64 und 8,3 65 Jahre oder älter. Von den Einwohnern waren 50,7 % Männer und 49,3 % Frauen.

## Wirtschaft

### Landwirtschaft
Quincy hatte lange Zeit in der Landwirtschaft seine ökonomische Basis, die noch durch Bewässerung aus dem Franklin D. Roosevelt Lake unterstützt wurde. Hauptkulturen sind Kartoffeln, Weizen und Wiesen-Lieschgras.
Obst- und Weingärten kommen gleichfalls in Quincy vor. Der Staat Washington ist ein wichtiger Apfel-Lieferant.

### Technologie
Technologie-Firmen wie Microsoft, Yahoo!, Dell und Intuit haben seit 2007 große Rechenzentren in der Gegend von Quincy aufgebaut. Microsofts Columbia Data Center, dessen Bau 2006 begann und mehrfach erweitert wurde, gilt als weltgrößtes Rechenzentrum. Die Zentren, in das Gebiet durch die reichlich vorhandene und billige Energie aus Wasserkraft gelockt, wurden heftig dafür kritisiert, sich um die Zahlung von Geldbußen des Grant County Public Utility District für die Überlastung der Elektroenergieversorgung und die Luftverschmutzung durch die dieselbetriebenen Notstromaggregate gedrückt zu haben.
Für die Rechenzentren gibt es steuerliche Anreize des Staates Washington, um die wirtschaftliche Entwicklung der Stadt zu fördern. Zwei zusätzliche Umspannwerke wurden gebaut, um die erwarteten Anforderungen heutiger und künftiger Firmen zu erfüllen.

### Tourismus und Freizeit

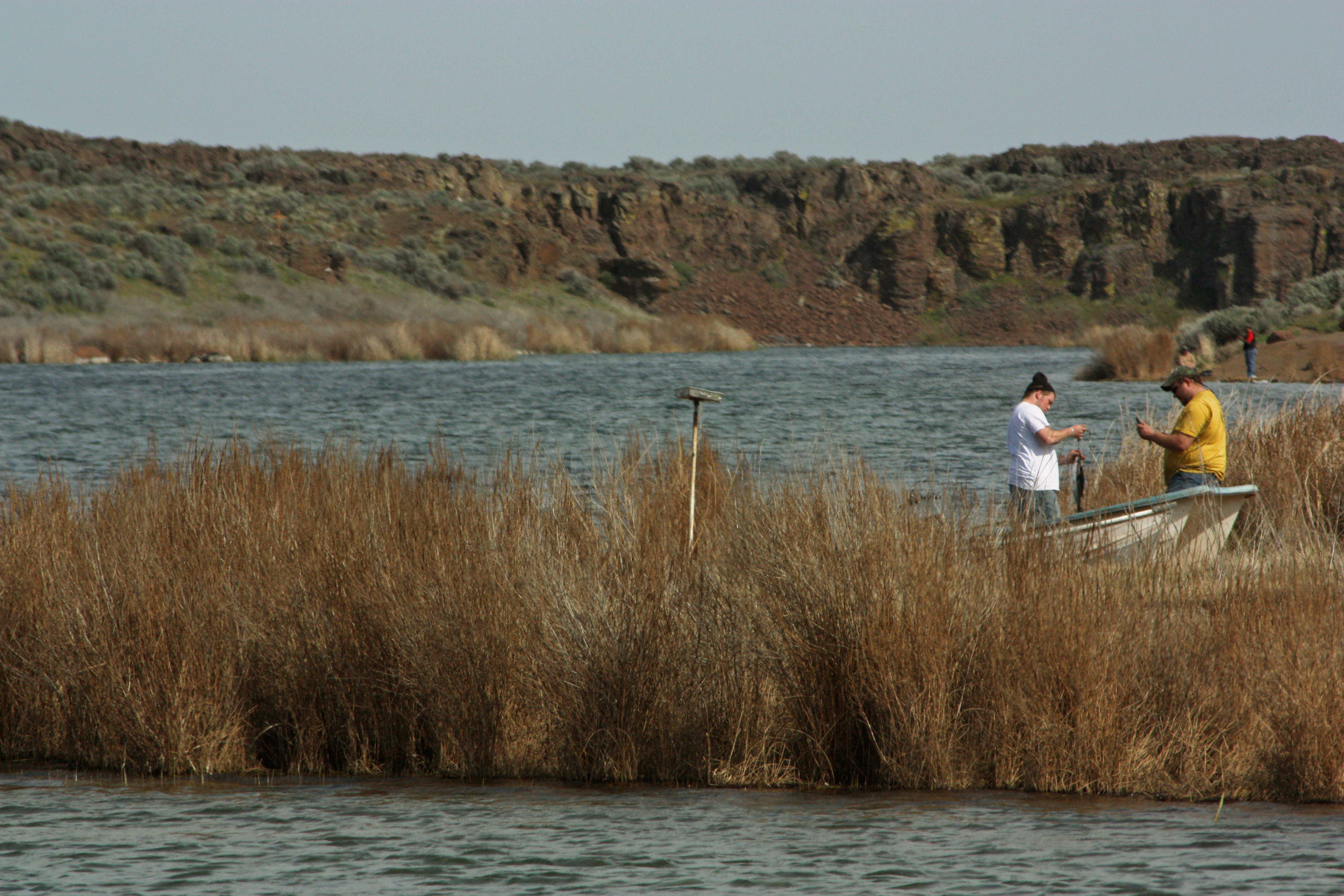
Angeln, Wandern und Vogelbeobachtungen sind am nahegelegenen Quincy Lake möglich, einem Überbleibsel der temporären pleistozänen Seen, die durch Hochwasserereignisse des glazialen Lake Missoula geschaffen wurden.

Die Stadt Quincy liegt im westlichen Teil von Ost-Washington, der auch als Zentral-Washington bezeichnet wird; sowohl im Winter wie auch im Sommer sind zahlreiche Freizeitaktivitäten möglich, darunter Boot- und Wasserski-Fahren, Jagen, Angeln, Skilaufen und der Besuch von Konzerten. Das Gorge Amphitheatre, eine Freilichtbühne am Columbia River, zieht verschiedene Leute in das Quincy Valley. Obwohl George die dem Gorge Amphitheatre nächstgelegene Stadt ist, bietet Quincy die besseren Bedingungen wie Motels und einen Lebensmittel-Supermarkt. In Quincy ist ein Anstieg der Bevölkerung während der im Amphitheater veranstalteten Konzerte zu verzeichnen. In Quincy gibt es auch ein Tacos mi Pueblo, eines der begehrtesten mexikanischen Restaurants in der Gegend.
Das semiaride Klima sorgt für wochen- oder monatelange Trockenheit im Sommer. Das führt dazu, dass Naherholung am Wasser wie an der Crescent Bar einen hohen Stellenwert bekommt. Quincy ist die der Crescent Bar nächstgelegene Stadt.
Quincy hat mehrere Parks, darunter einen Wasser-Freizeitpark mit einer Wasserrutsche, die aus zwei Halbröhren besteht, sowie beheizten Schwimmbecken und speziellen Bereichen für Kinder. Im Park gibt es ein ausgedehntes Baseball-Feld, einen Spielplatz, eine Picknick-Fläche und einen kleinen Bereich für Skater.
Am zweiten Samstag im September wird in Quincy der Farmer-Consumer Awareness Day veranstaltet. Schon einen Monat vorher sind die zur Stadt führenden Straßen mit Hinweisschildern dekoriert, die lokale landwirtschaftliche und daraus hergestellte Produkte zeigen. Am Tag der Veranstaltung fahren von den örtlichen Schulen und Landwirten gestaltete Festwagen auf einer Parade durch die Stadt. Es werden kostenlose Touren mit landwirtschaftlicher und geologischer Thematik angeboten, außerdem der Verkauf von Produkten, ein Traktorenzug, ein „Farm-to-Market“-Spaßrennen und viele weitere Aktivitäten.
Quincy beging 2007 sein hundertjähriges Bestehen.
Die Quincy High School gewann 1998 die 2A-Baseball-Meisterschaft von Washington und 2014 die 1A-Fußball-Meisterschaft von Washington. 2005 wurde das Jungen-Team zweiter im Basketball in Washington. Jedes Jahr wird in Quincy das Dru Gimlin-Bsketballturnier veranstaltet.

## Kontroverse
Das Buch Fateful Harvest von Duff Wilson, einem Reporter der Seattle Times, beschreibt Quincy und die Praxis von Firmen, die Giftmüll auf Landwirtschaftsflächen verklappen, indem sie den Müll umdeklarieren und als Dünger verkaufen.

## Weitere Quellen
- Peter Burrows:  Servers As High As An Elephant’s Eye In: Bloomberg Businessweek, 12. Juni 2006. Abgerufen am 4. Januar 2013 (amerikanisches Englisch).
- Blaine Harden:  Tech Firms Go Mining for Megawatts In: The Washington Post, 9. Juli 2006. Abgerufen am 4. Januar 2013 (amerikanisches Englisch).